# República Socialista Laborista de l'Amur
La República Socialista Laborista de l'Amur (rus: Амурская трудовая социалистическая республика, transcrit Amúrskaia Trudovaia Sotsialistítxeskaia Respúblika), també coneguda simplement com a República de l'Amur, fou una efímera república que va existir a la regió de l'Amur des de la primavera a l'estiu del 1918.
La van crear el 10 d'abril de 1918 el congrés regional de camperols i cosacs de l'Amur i el soviet de Blagovésxensk i van establir-ne la capital a la mateixa Blagovésxensk.
El president i primer ministre fou Fiódor Mukhin. La república va desaparèixer després de l'ocupació japonesa de Blagovésxensk l'estiu de 1918.